# Heinrich Anz (Jurist, 1879)

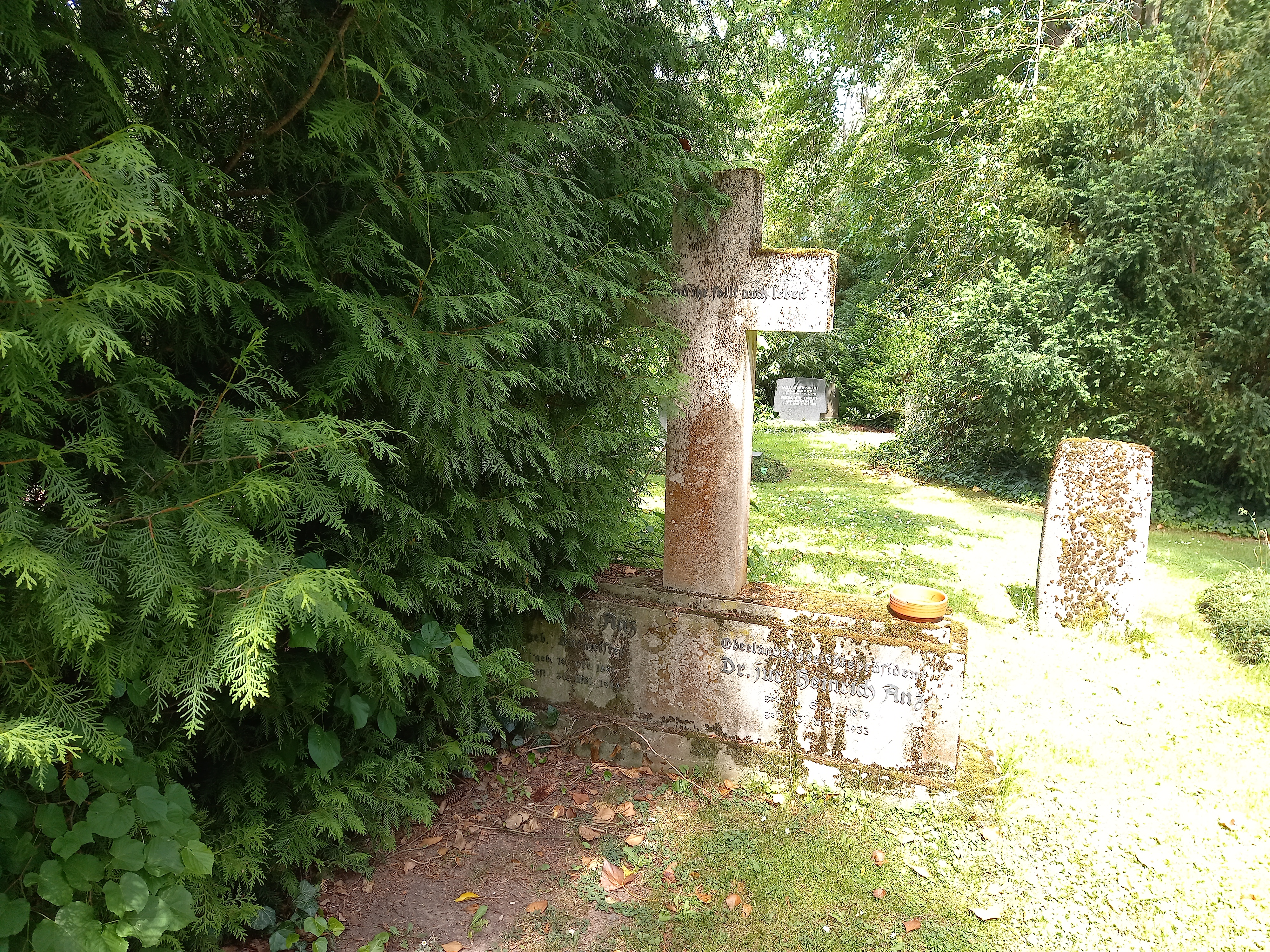
Das Grab von Heinrich Anz und seiner Ehefrau auf dem Stadtfriedhof Göttingen

Heinrich Anz (* 10. September 1879 in Quedlinburg; † 13. Mai 1933 in Kassel) war ein deutscher Jurist. Von 1925 bis 1933 war er Präsident des Oberlandesgerichts Kassel.

## Leben
Heinrich Anz stammte aus der preußischen Provinz Sachsen und besuchte die Universitäten Halle und Leipzig, um dort Rechtswissenschaft zu studieren. Seit dem Studium der Burschenschaft Alemannia auf dem Pflug Halle an. Das Studium schloss er 1903 mit der Promotion zum Dr. jur. ab.
Danach war er als Referendar in der preußischen Stadt Nordhausen im Regierungsbezirk Erfurt tätig. 1906 wurde er Gerichtsassessor. Von 1909 bis 1919 war Heinrich Anz Landgerichtsrat in Neuwied. Im Anschluss wechselte er in das preußische Ministerium für Justiz und wurde zum geheimen Justizrat ernannt. Gleichzeitig war er vortragender Rat, was damals einem Ministerialrat entsprach.
Im Jahre 1925 wurde Heinrich Anz zum Präsidenten des Oberlandesgerichts Kassel bestallt. Nach der „Machtergreifung“ der Nationalsozialisten fiel Heinrich Anz in Ungnade und wurde von einem SA-Kommando heimgesucht, das ihn im Mai 1933 in den Suizid im Alter von 53 Jahren trieb. Sein Amtsnachfolger wurde Kurt Delitzsch.
Er war Mitglied des Museums-Vereins für Hessen-Cassel, den er aus wirtschaftlichen Gründen wieder verließ.

## Familie
Sein Vater war der klassische Philologe, Gymnasiallehrer und Schulleiter Heinrich Konrad Anz. Sein Sohn Heinrich Anz (1910–1973) wurde ebenfalls Jurist.